# Princeton (Virginia Occidentale)
Princeton è un comune degli Stati Uniti d'America, nella contea di Mercer nello Stato della Virginia Occidentale.